# Sufjan Stevens
Sufjan Stevens (Detroit, Míchigan; 1 de julio de 1975) es un cantautor y músico estadounidense. Ha publicado varios álbumes de diversos estilos, desde la música electrónica de Enjoy Your Rabbit y The Age of Adz hasta el folk de Carrie & Lowell y Seven Swans, pasando por la instrumentación sinfónica presente en Illinois y Michigan, y el álbum de contenidos navideños Songs for Christmas. En las grabaciones emplea una gran cantidad de instrumentos, a menudo tocados por él mismo, y escribe canciones en varios compases. Aunque siempre ha intentado separar sus creencias religiosas de su música, en ocasiones recurre a la Biblia y a otras tradiciones espirituales, incorporando a menudo elementos místicos a las canciones.

## Biografía
Sufjan Stevens nació en Detroit (Míchigan) y se crio en un pequeño pueblo maderero al norte de ese estado, Alanson. Es hijo de Rasjid, de origen lituano, y de Carrie Stevens, de ascendencia griega, quienes en ese momento formaban parte del movimiento religioso conocido como «Subud». Su nombre es de origen persa, significa «aquel que viene con una espada» y se lo dieron en honor al líder de la mencionada secta espiritual. Uno de sus hermanos, Markuzi, también se ha dedicado a la música —juntos grabaron un par de álbumes— e hizo carrera compitiendo en atletismo.
| Nos convenía que nuestra madre nos abandonara. Que Dios la bendiga por hacerlo y por saber de lo que no era capaz. —Stevens, acerca del abandono de su madre. |

Su padre combatió el abuso de alcohol y otras sustancias, y consiguió la sobriedad gracias al programa de Alcohólicos Anónimos. En cambio, su madre tenía todo tipo de problemas personales, pues era alcohólica, bipolar, depresiva, drogadicta y esquizofrénica, así que, al no verse capaz de criar a los niños, abandonó la familia cuando Stevens tenía un año. Mientras este y sus hermanos se quedaron con su padre y su madrastra, Carrie se casó con Lowell Brams a principios de la década de 1980 y se mudó a Oregón, donde el niño pasó tres veranos con ellos. La relación intermitente con su madre, que se extendió hasta la muerte de esta por cáncer de estómago, tuvo un profundo impacto en el músico, que posteriormente volcaría parte de sus aflicciones en su obra. No obstante, Brams sí continuó al tanto de sus hijastros, incluso después de divorciarse de Carrie, y más adelante se convertiría en el director de la discográfica de Stevens.
Por la época en que estudiaba en la privada Detroit Waldorf School, tuvo dificultades para hacer amigos y en el aprendizaje: a los nueve años aún no sabía leer ni escribir. No así, para entonces ya mostraba un profundo conocimiento sobre la religión, desde que comenzara a asistir a la misma iglesia metodista que su bisabuela. Stevens era un monaguillo que fantaseaba con la idea de hacerse sacerdote o predicador, estudiaba la Biblia y le leía el Nuevo Testamento a la familia antes de cada comida. Interesado también en la música, escuchaba The Beatles y The Rolling Stones y aprendió a tocar el piano por cuenta propia. Por el contrario, no se instruiría en la guitarra sino hasta su época como estudiante universitario.
El artista se crio en un entorno de muchas penurias económicas, ya que sus padres no tenían empleos estables, y dejó la educación privada para cursar tercer grado en un colegio público, en el que sufrió de acoso físico. Después, acudió a una escuela secundaria de artes escénicas y allí aprendió a tocar el oboe, instrumento en el que tiene más formación y por el se interesó en la música barroca y clásica. Posteriormente se matriculó en el Hope College, en Holland, para estudiar Literatura e Ingeniería de sonido. Con el objetivo de dedicarse a la escritura creativa, se mudó a Nueva York y tomó clases de esa índole en la New School for Social Research, que combinó con un trabajo como diseñador gráfico en el sector editorial. Aun habiéndose convertido en un músico consagrado, Stevens ha declarado que, en un futuro, gustaría de enseñar escritura en la universidad.

## Trayectoria

### 1995–2006: Inicios y el proyecto de los 50 estados
Stevens comenzó su carrera musical en una banda folk llamada Marzuki, originaria de Holland, Míchigan. A su vez, formaba (y forma parte) de Danielson Famile, tocando varios instrumentos, una formación folk, cuya influencia le ayudó a embarcarse en el proyecto de dedicar un disco a cada uno de los estados de los Estados Unidos, empezando con Míchigan (su estado natal), aunque en entrevistas se refiere a la idea con una actitud entre la ironía y la sinceridad. Mientras aun estudiaba en la universidad, escribió y grabó su primer álbum, A Sun Came, bajo Asthmatic Kitty Records, compañía discográfica fundada por su padrastro.
Tras mudarse a Nueva York, compuso y grabó su segundo disco, Enjoy Your Rabbit, un LP más electrónico y con una temática centrada en el zodiaco chino. Su siguiente trabajo, Míchigan (o "Greetings from Michigan the Great Lake State"), sería el primero de su ambicioso proyecto de 50 álbumes con temática de cada uno de los estados de los Estados Unidos. Dentro de Míchigan se encuentran referencias a Detroit y Flint, la península superior de Míchigan y sitios turísticos como las cascadas de Tahquamenon.
Posteriormente lanzó un compilado de grabaciones bajo el nombre de Seven Swans en el 2004. El segundo álbum de su proyecto de los 50 estados fue Illinois (o "Come On Feel the Illinoise"), con referencias a Chicago, Decatur y Jacksonville; la Exposición Mundial Colombina de 1893, el día conmomerativo a Casimir Pulaski; el poeta Carl Sandburg; y el asesino en serie John Wayne Gacy Jr. Más tarde, en julio del 2006, lanzó un álbum con grabaciones efectuadas durante Illinois y no incluidas en ese lanzamiento. En noviembre del 2006 publica un álbum con canciones navideñas llamado Songs for Christmas, con grabaciones efectuadas a partir del 2001.

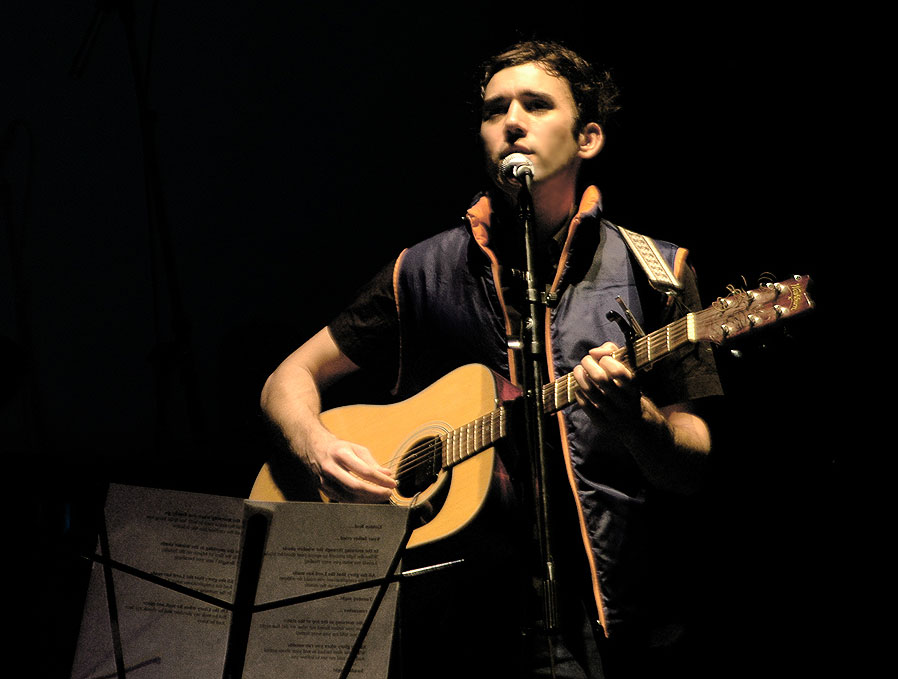
Sufjan Stevens actuando en los Premios Independent Music, en el Webster Hall de Nueva York.

### 2007–2016: Despegue,The Age of AdzyCarrie & Lowell
Durante el 2007, Sufjan se concentró principalmente en esporádicos shows, y trabajando en proyectos separados. Se destaca su participación en un proyecto comisionado por la Academia De Música de Brooklyn para crear "un trabajo de música y cine", titulado "The BQE", siglas para el metrotren de Brooklyn-Queens y que fue estrenado en noviembre del 2007.
En septiembre de 2009, Stevens comenzó a interpretar cuatro canciones nuevas durante su gira de otoño, "All Delighted People", "Impossible Soul", "Too Much" y "Age of Adz". Ese año Stevens contribuyó a un álbum con su padrastro, Lowell Brams, titulado Music for Insomnia. El álbum fue lanzado el 8 de diciembre de 2009. El 20 de agosto de 2010, Stevens lanzó sin ningún anuncio previo, una nueva colección de temas, el EP All Delighted People, para descarga digital. El EP se basa en dos versiones de la canción principal, "All Delighted People". Sorprendentemente, el EP subió al puesto 27 en los álbumes Billboard 200 únicamente a través de sus ventas digitales. El 26 de agosto, Asthmatic Kitty anunció que Stevens lanzaría su nuevo álbum de estudio, The Age of Adz, el 12 de octubre de 2010.
En 2012, la madre de Sufjan murió debido a un cáncer. Fruto de la reconciliación con ella y del luto por su muerte hace que Sufjan componga su disco Carrie & Lowell (2015). Stevens compartió el primer sencillo del álbum, "No Shade in the Shadow of the Cross", el 16 de febrero de 2015. Carrie & Lowell fue publicado el 31 de marzo de 2015. El álbum obtuvo elogios de la crítica tras su lanzamiento. Stereogum colocó el álbum en su lista de los mejores álbumes de la década en el puesto 16 y lo describió como "un álbum elegante y rompecorazones", mientras que Consequence of Sound lo clasificó como el 43.er mejor álbum de la década, llamándolo "un álbum especial". brebaje que hace que incluso el momento personal más íntimo parezca parabólico".

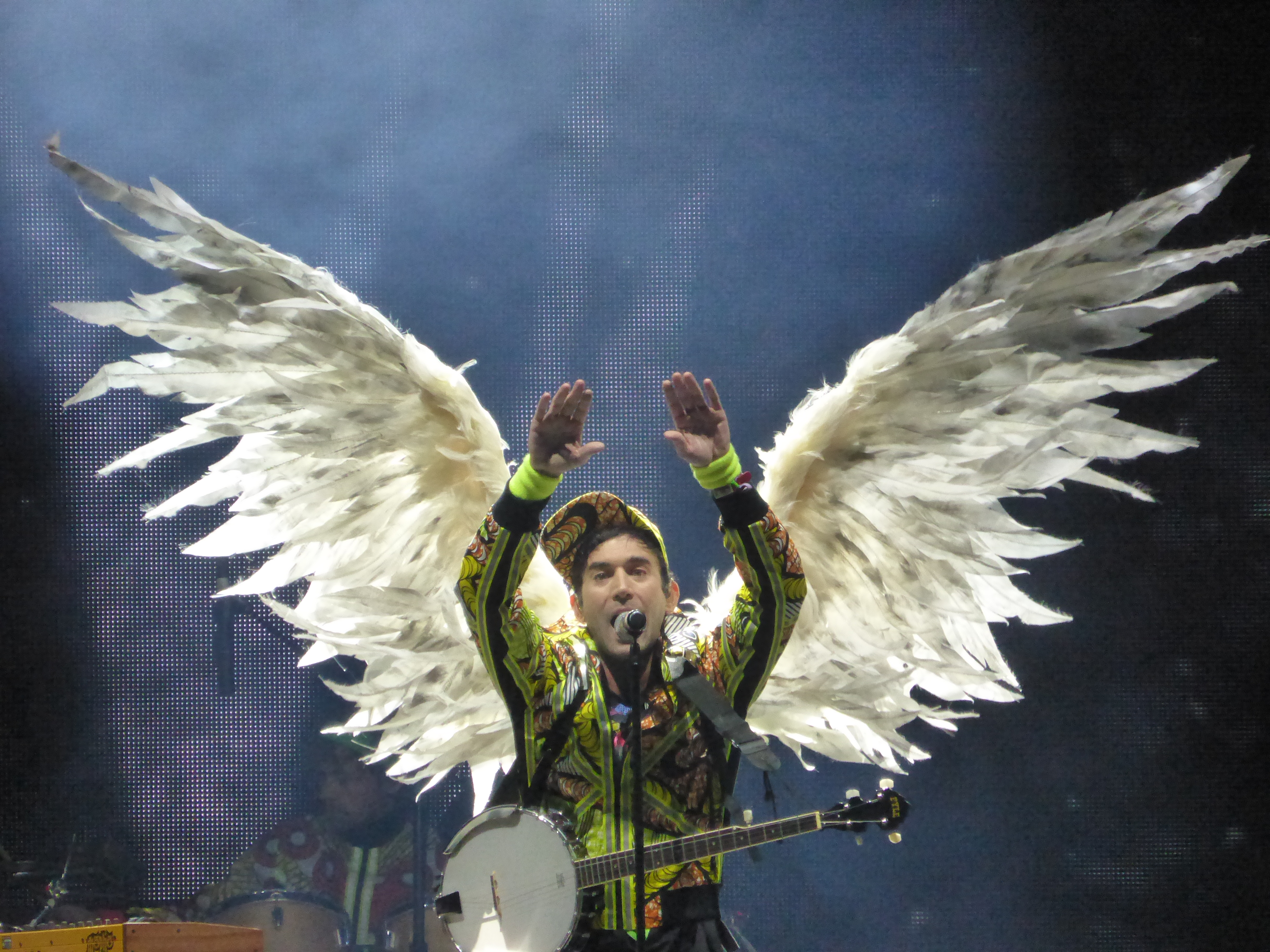
Sufjan Stevens actuando en Coachella Valley Music, en 2016.

### 2017–2022: Reconocimiento,Call Me By Your NameyThe Ascension
En 2017 aportó a la banda sonora de la película Call Me by Your Name, del director Luca Guadagnino, que narra la historia de amor entre un adulto y un joven en un verano de la década de 1980 en un paradisíaco pueblo italiano. «Mystery of Love» (nominada al premio Óscar a mejor canción) y «Visions Of Gideon» son el aporte de Stevens a la banda sonora, completado con una nueva versión de «Futile Devices», canción incluida en el álbum de 2010 The Age of Adz.
En octubre de 2018, Stevens actuó y grabó con el músico de folk indie Angelo De Augustine un dúo colaborativo del sencillo "Time" de este último. El 29 de mayo de 2019, Stevens lanzó dos nuevas canciones, tituladas respectivamente "Love Yourself" y "With My Whole Heart", que se lanzaron para celebrar el mes del Orgullo LGBT. Sam Sodomsky de Pitchfork calificó "With My Whole Heart" como "cinco minutos de soft rock inspirador descarado y (relativamente) sin adornos" y "Love Yourself" como "igualmente brillante". Las camisetas con el tema del Orgullo LGBT diseñadas por Stevens también debutaron junto con los sencillos. Más tarde afirmó que una parte de las ganancias de la canción y las camisetas se destinaría al Centro Ali Forney en Brooklyn y al Centro Ruth Ellis en Detroit, dos organizaciones que tienen como objetivo ayudar a los jóvenes LGBT. 
En octubre de 2019, Stevens lanzó un álbum titulado The Decálogo con el pianista Timo Andrés. Está basado en un ballet del mismo nombre de Justin Peck, compuesto por Stevens. El 24 de marzo de 2020, Stevens lanzó un álbum colaborativo con su padrastro, Lowell Brams, titulado Aporia. En junio, Stevens anunció su octavo álbum de estudio, titulado The Ascension, junto con el sencillo principal del álbum, "America", que fue lanzado el 3 de julio.  El segundo sencillo del álbum, "Video Game", fue lanzado el 13 de agosto y el tercer sencillo, "Sugar", fue lanzado el 15 de septiembre. The Ascension se publicó en su totalidad el 25 de septiembre.
El 6 de mayo de 2021, Stevens lanzó un álbum de cinco volúmenes de música de meditación, llamado Convocations. El 7 de julio de 2021, Stevens anunció el lanzamiento de un álbum colaborativo, llamado A Beginner's Mind, que grabó con su colega cantautor de música folk, Angelo De Augustine.

### 2023–act.:ReflectionsyJavelin
El 18 de abril de 2023, Stevens anunció el álbum colaborativo Reflections, que contiene piezas para piano a dúo que había escrito para el Houston Ballet. Además de anunciar Reflections, Stevens lanzó el primer sencillo del álbum, "Ekstasis", una pieza interpretada por los pianistas Timo Andres y Conor Hanick. Reflections se lanzó el 19 de mayo de 2023 por Asthmatic Kitty Records.
El 14 de agosto de 2023, Stevens publicó el sencillo "So You Are Tired", junto con el anuncio de su undécimo álbum de estudio que se lanzaría en octubre de 2023, titulado Javelin. El disco se describe como su primer álbum de "cantautor" desde Carrie & Lowell de 2015. El álbum incluye contribuciones de Adrienne Maree Brown, Hannah Cohen, Pauline Delassus, Megan Lui y Nedelle Torrisi, así como de Bryce Dessner integrante de la banda The National, quien contribuyó con la guitarra acústica y eléctrica para el tema "Shit Talk".
El 28 de enero de 2024, el musical Illinoise debutó en el Chicago Shakespeare Theater.  Basado en el álbum Illinois en su totalidad, y con música y letras adicionales aportadas por Stevens, fue dirigido y coreografiado por Justin Peck, quien discutió el proyecto con Stevens de vez en cuando durante varios años antes de que acordaran seguir adelante con él. La historia fue escrita por Peck y Jackie Sibblies Drury. El 19 de marzo, se anunció que el espectáculo se trasladaría al St. James Theatre en Broadway por un tiempo limitado del 24 de abril al 10 de agosto.  Esta producción recibió cuatro nominaciones en la 77.ª edición de los Premios Tony, incluyendo Mejor Musical, Mejor Diseño de Iluminación de un Musical para Brandon Stirling Baker y Mejores Orquestaciones para Timo Andres, finalmente ganando una por Mejor Coreografía para Peck.

## Obra

### Estilo musical
El sonido de Stevens se ha asociado más generalmente con géneros como indie folk, rock alternativo, indie rock, indie pop, pop barroco, pop de cámara, folk pop, folk de vanguardia y pop electrónico. Stevens es conocido por el uso frecuente del banjo, pero también toca la guitarra, el piano, la batería, el viento de madera y varios otros instrumentos en los discos, superpuestos mediante el uso de grabaciones multipista.

### Letras
Se sabe que el trabajo de Stevens explora temas de amor, religión, espacio exterior y dolor. Su sello discográfico declaró que su álbum The Age of Adz de 2010 presentaba temas de "amor, sexo, muerte, enfermedad, ansiedad y suicidio".
A pesar de que muchas de sus canciones tienen alusiones espirituales, Stevens no se identifica como un artista de música cristiana contemporánea ni habla frecuentemente sobre religión con la prensa. En una entrevista dijo: "No creo que los medios musicales sean el verdadero foro para discusiones teológicas. Creo que he dicho y cantado cosas que probablemente no eran apropiadas para este tipo de formato. Y simplemente siento que no es mi trabajo ni mi lugar hacer afirmaciones y declaraciones porque a menudo pienso que se malinterpreta".

## Vida personal
Actualmente vive en Brooklyn, Nueva York, en el vecindario de Kensington. Stevens, que es cristiano, también declaró en 2005 que asistía a una iglesia episcopal anglocatólica.
En septiembre de 2023, Stevens reveló en una publicación en Instagram que había sido hospitalizado el mes anterior y le habían diagnosticado síndrome de Guillain-Barré. Escribió que estaba en rehabilitación física para volver a aprender a caminar después de la enfermedad.
En octubre de 2023, Stevens publicó en sus redes sociales que su último álbum, Javelin, estaba dedicado a su pareja, Evans Richardson, quien falleció en abril del mismo año. Richardson se había desempeñado como jefe de personal del Studio Museum de Harlem, dedicado a exhibir el trabajo de artistas negros; en 2021 también fue elegido presidente de la comisión de acreditación de la Alianza Americana de Museos , con un enfoque en la diversidad y el acceso para las comunidades a las que sirven.  La dedicatoria de Javelin de Stevens a Richardson fue la primera vez que Stevens habló públicamente sobre él o su propia sexualidad.

## Discografía
| - A Sun Came (1999) - Enjoy Your Rabbit (2001) - Michigan (2003) - Seven Swans (2004) - Illinois (2005) - The Age of Adz (2010) - Carrie & Lowell (2015) - The Ascension (2020) - Convocations (2021) - Javelin (2023) - Carrie & Lowell (10th Anniversary Edition) (2025) - The Avalanche (2006) - Songs for Christmas (2006) - Silver & Gold (2012) - Carrie & Lowell Live (2017) | - Planetarium (2017) (con Bryce Dessner, Nico Muhly y James McAlister) - Aporia (2020) (con Lowell Brams) - A Beginner's Mind (2021) (con Angelo De Augustine) - The BQE (2009) - Call My by Your Name (2017) - The Decalogue (2019) - Reflections (2023) - All Delighted People (EP) (2010) - The Greatest Gift (2017) - Love Yourself / With My Whole Heart (EP) (2019) - Revelations (EP) (2021) - Celebrations (EP) (2021) |

## Premios y distinciones
Óscar
| Año  | Categoría              | Película             | Canción           | Resultado |
| ---- | ---------------------- | -------------------- | ----------------- | --------- |
| 2018 | Mejor canción original | Call Me by Your Name | «Mystery of Love» | Nominado  |

Premios Grammy
| Año  | Categoría                                  | Película             | Canción           | Resultado |
| ---- | ------------------------------------------ | -------------------- | ----------------- | --------- |
| 2018 | Mejor canción escrita para medios visuales | Call Me by Your Name | «Mystery of Love» | Nominado  |

Premios de la Crítica Cinematográfica
| Año  | Categoría              | Película             | Canción           | Resultado |
| ---- | ---------------------- | -------------------- | ----------------- | --------- |
| 2018 | Mejor canción original | Call Me by Your Name | «Mystery of Love» | Nominado  |

Premios Shortlist
| Año  | Nominación | Premio      | Resultado |
| ---- | ---------- | ----------- | --------- |
| 2005 | Illionis   | Mejor álbum | Ganador   |